# Alfonso Sala
Alfonso Sala Argemí (Tarrasa, 16 de julio de 1863 - Barcelona, 11 de abril de 1945) fue un industrial, abogado y político español. Llegó a ostentar el título nobiliario de Conde de Egara.

## Biografía
Dirigió la empresa textil Sala y Badrinas. Fue miembro de la comisión organizadora de la  Caja de Pensiones. Presidente de la Cámara de Comercio e Industria de Tarrasa durante 1891-1896, creó la Escuela de Ingenieros Industriales Textiles de esta ciudad. Fue nombrado Conde de Egara el 26 de mayo de 1926 por Alfonso XIII.

### Actuación política
Fue diputado provincial durante los años 1888 y 1892 y diputado en el Congreso de los Diputados los años 1893, 1896, 1898, 1899, 1901, 1903 y 1905. En 1906, al crearse la Solidaridad Catalana y viendo en peligro la reelección por la fuerte influencia social de esta coalición catalanista, decidió no presentar su candidatura, pero fue elegido de nuevo en 1910 y sucesivamente en diferentes procesos electorales hasta el año 1922, siendo nombrado finalmente senador vitalicio por el rey Alfonso XIII en 1923.
Siempre representando el distrito de Tarrasa desde las líneas del Partido Liberal (lo que no le impidió defender el proteccionismo desde el Congreso de los Diputados y desde el Fomento del Trabajo Nacional), aglutinó un núcleo de partidarios de carácter conservador, anticatalanista y monárquico que conformaron un movimiento político oligárquico de poder, localista y caciquil, conocido como el salismo, enfrentado a republicanos, catalanistas de izquierda y hasta a la Lliga Regionalista.
En febrero de 1918 y para hacer frente al creciente movimiento catalanista, que había conseguido en 1914 la Mancomunidad de Cataluña, promovió y participó de forma activa en la fundación de la Unión Monárquica Nacional, coalición de las fracciones dinásticas más de derechas, conservadoras y centralistas de Cataluña, creada en 1918 y de la cual fue nombrado presidente. Desde esta formación combatió el autonomismo y rechazó el proyecto de Estatuto de autonomía de 1919.
Militante destacado del Somatén catalán, en agosto de 1919 fue uno de los miembros de su comisión organizadora.
A partir del golpe de Estado del general Primo de Rivera en 1923, colaboró con su dictadura y fue designado presidente de la Mancomunidad de Cataluña después de la destitución de Josep Puig i Cadafalch, donde inició un proceso de desmantelamiento que culminó en su supresión definitiva el 15 de marzo de 1925. Considerado un «protector» de la organización parafascista La Traza, durante los primeros meses de 1924 trató de articular en Cataluña un gran movimiento de tipo españolista, si bien su proyecto quedaría en nada con la instauración de la Unión Patriótica. Sala se integraría en la Unión Patriótica, donde fue uno de los líderes del sector que procedía de la vieja política.
Durante la Segunda República prestó apoyo financiero a la revista Acción Española. Al fracasar inicialmente en Cataluña el alzamiento militar de 1936, marchó a Burgos, desde donde volvió a Tarrasa en 1939 una vez ocupada Cataluña por el ejército franquista. Falleció en Barcelona en 1945.

## Obras
- Fundamentos básicos de la política económica de España. Barcelona, 1925.
- Intervenciones parlamentarias. Barcelona, 1927.
- Fundamentos básicos de la sociedad y de la patria. Sabadell, 1942.